# Visby IF Gute HK
Visby IF Gute HK är handbollsföreningen inom Visby IF Gute, som bildades 1968 genom sammanslagning av Gotlands två främsta handbollsföreningar, IF Gute och Wisby IF. En viktig orsak till sammanslagningen var att man ville avancera i seriespelet på herrsidan, vilket också lyckades när laget gick upp i division II. Under 1970-talet kunde även damlaget uppvisa framgångar då man avancerade till division III. Det var dock herrlaget som satte Gotland på idrottskartan på allvar då man spelade tre säsonger i Allsvenskan, som då var den högsta serien. Detta skedde 1980/1981 (ur efter kvalförlust) och 1982/1983-1983/1984. Säsongen 1983 vann laget även utomhus-SM. Klubben har på senare år haft problem med spelarförsörjningen, damlaget är nedlagt och herrlaget har periodvis lagts i malpåse. Herrlaget spelar säsongen 2022/2023 i division II.